# 마네세 법전

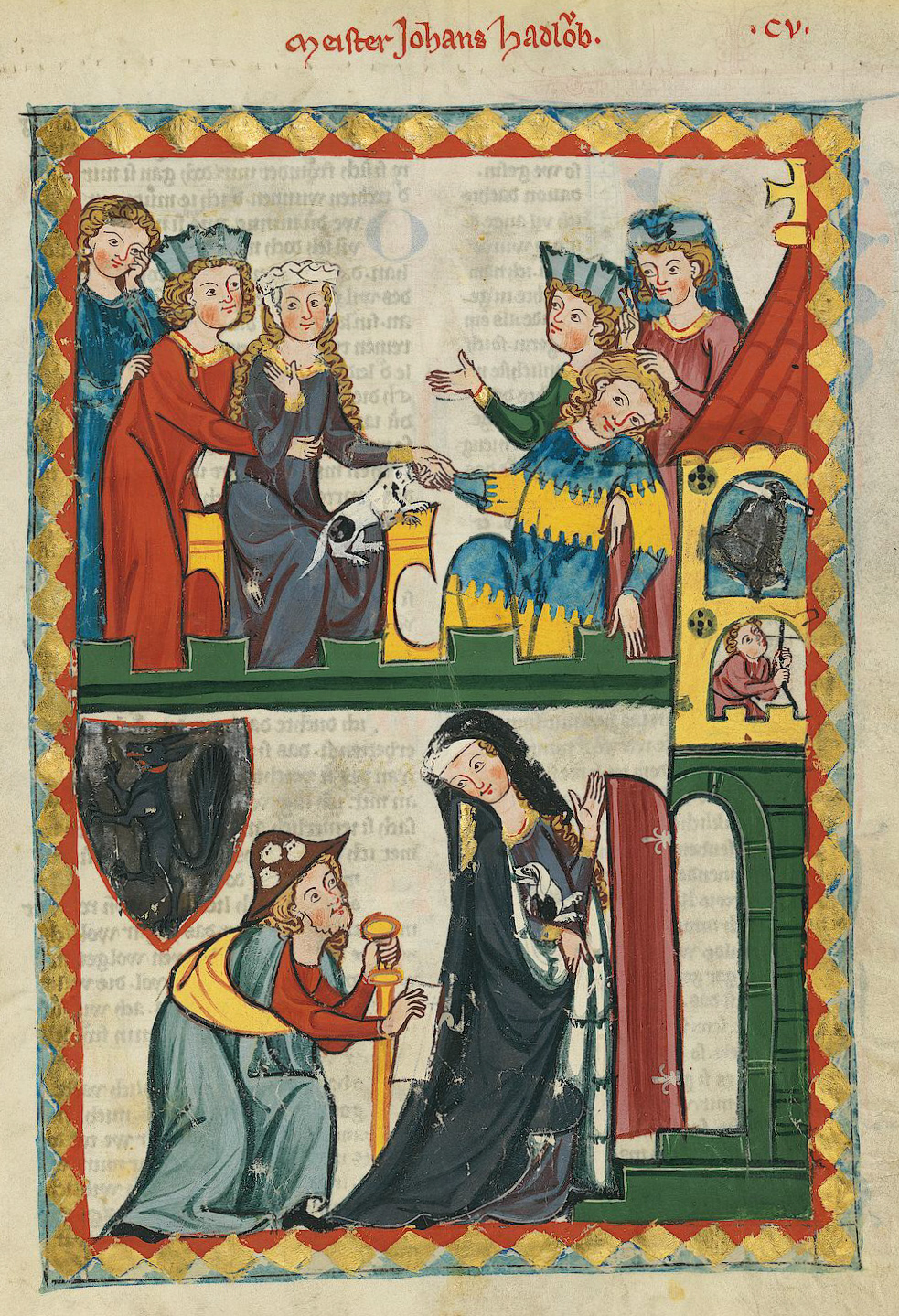
폴리오 371r, 요하네스 하들라우브

《마네세 법전》(독일어: Große Heidelberger Liederhandschrift)은 중세 성기 독일의 대표적인 140명 궁정시인(민네젠거)의 시가(사랑가)를 수록한 대형 호화채식사본이다.
이 법전은 취리히에서 마네시 가문을 위해 제작되었다.
이 원고는 "수세기 동안 가장 아름답게 조명된 독일 원고"이며, 137개의 미니어처는 각각의 시인을 묘사한 일련의 초상화이다.
현재 하이델베르크 대학교 도서관에 소장되어 있다.
2023년, 마네세 법전은 유네스코 세계기록유산에 등재되었다.